# Sankt Göransgatan

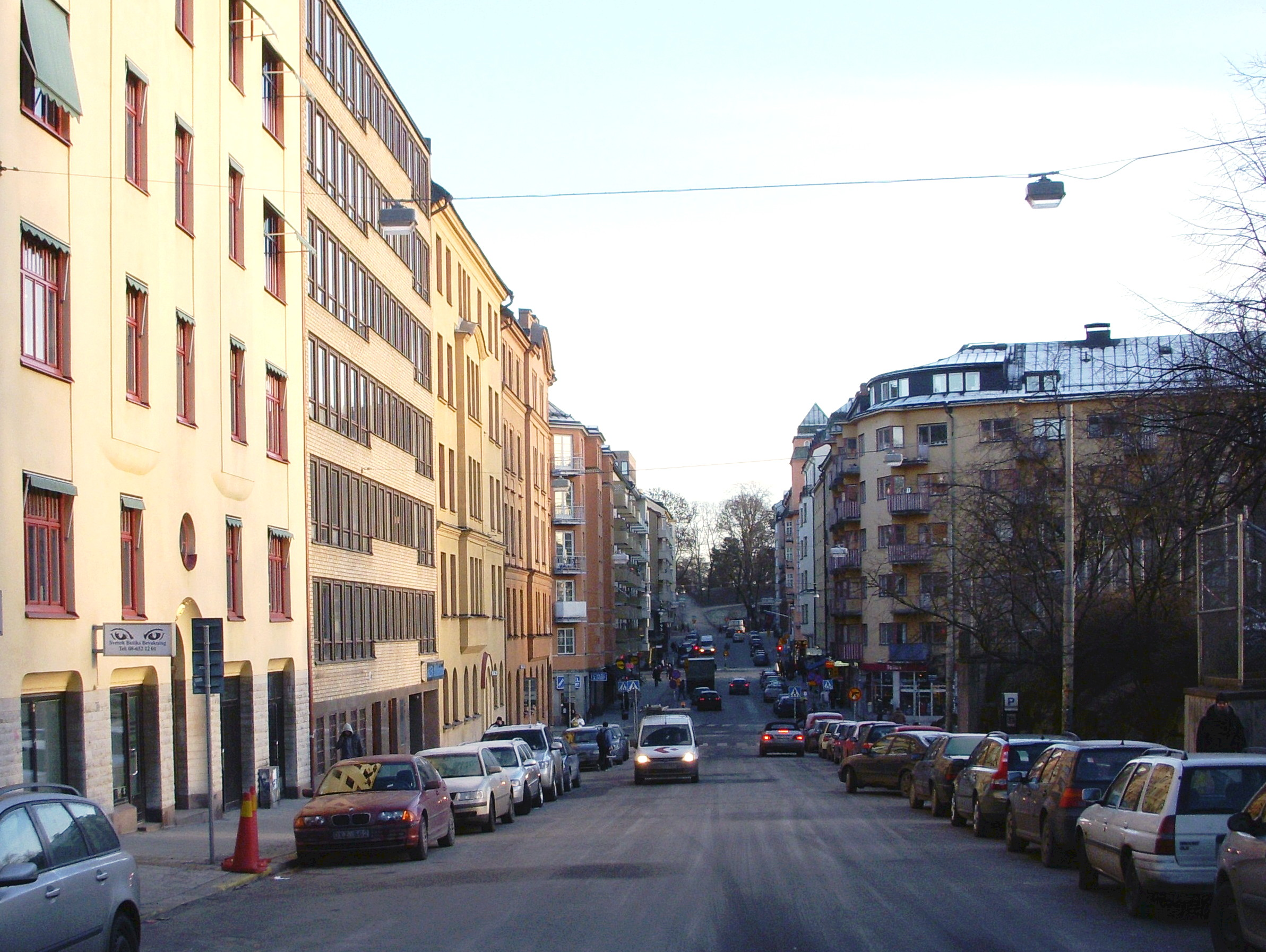
Sankt Göransgatan mot öst.

Sankt Göransgatan  är en gata på Kungsholmen i Stockholm. Gatan sträcker sig i ost-västlig riktning från Kronobergsparken till Stadshagen. 

## Historik
Namnet Sankt Göransgatan fastställdes 1969, innan dess var gatan en del av Kungsholmsgatan, dess sträckning väster om Kronobergsparken. För att underlätta orienteringen beslöt namnberedningen att ändra till Sankt Göransgatan. Namnet anknyter till helgonet Sankt Göran, Sankt Görans kyrka och Sankt Görans sjukhus som finns vid denna gata. 

## Bebyggelse (urval)
- Nr 55-57: Kronobergsstationen
- Nr 86: Sankt Görans församlingshus
- Nr 89-105: Sankt Görans gymnasium
- Nr 96-102: Kungsholms folkskola (byggnad riven)
- Nr 126: Glaven 8 (även kallad Stadshagsgården och Wonna Tower)
- Nr 73 och 145: Kungsholmens grundskola
- Nr 104: Sankt Görans kyrka
- Nr 106: Lilla Hemmet
- Nr 103: Stadshagens IP

## Bilder

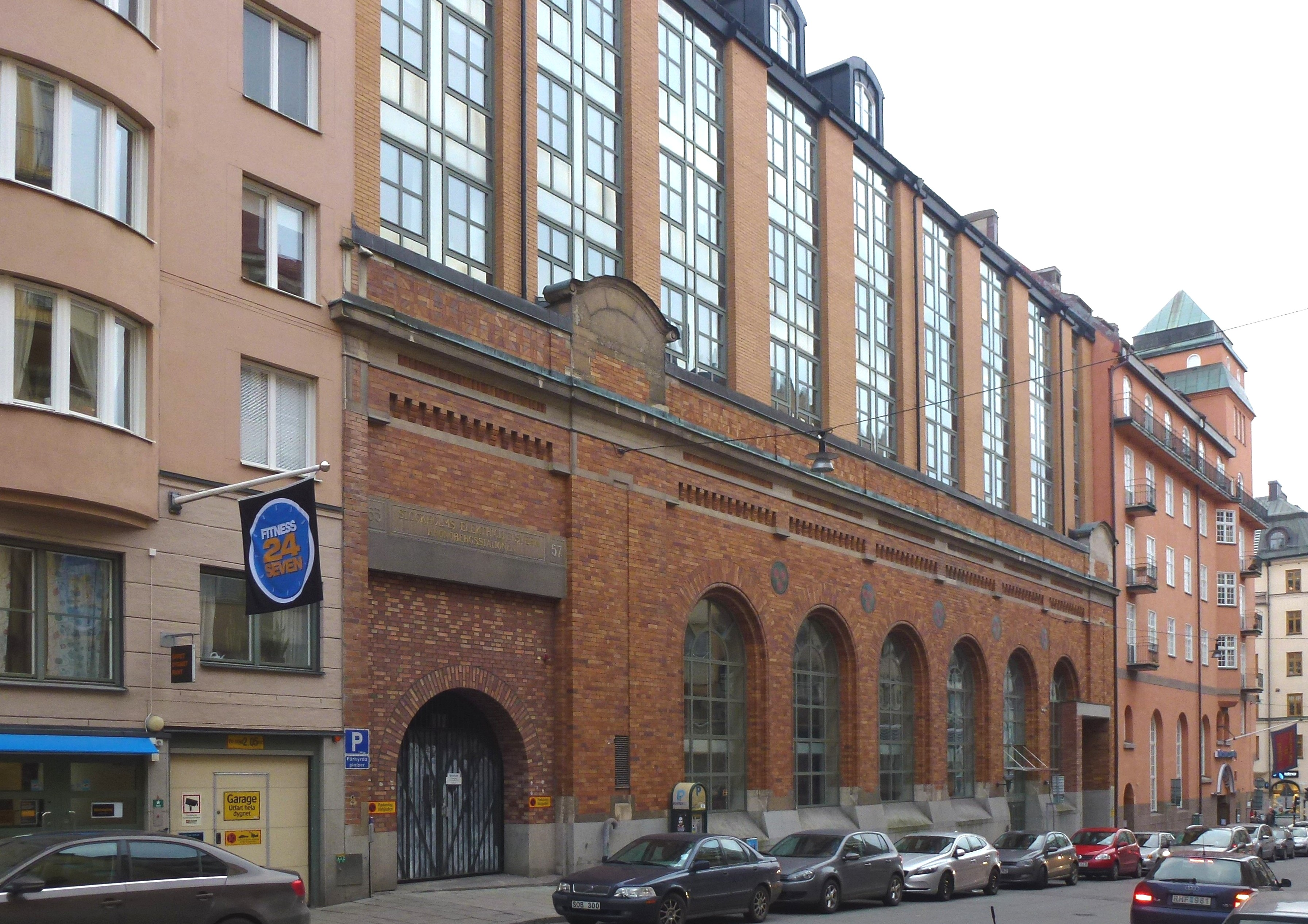
Kronobergsstationen.
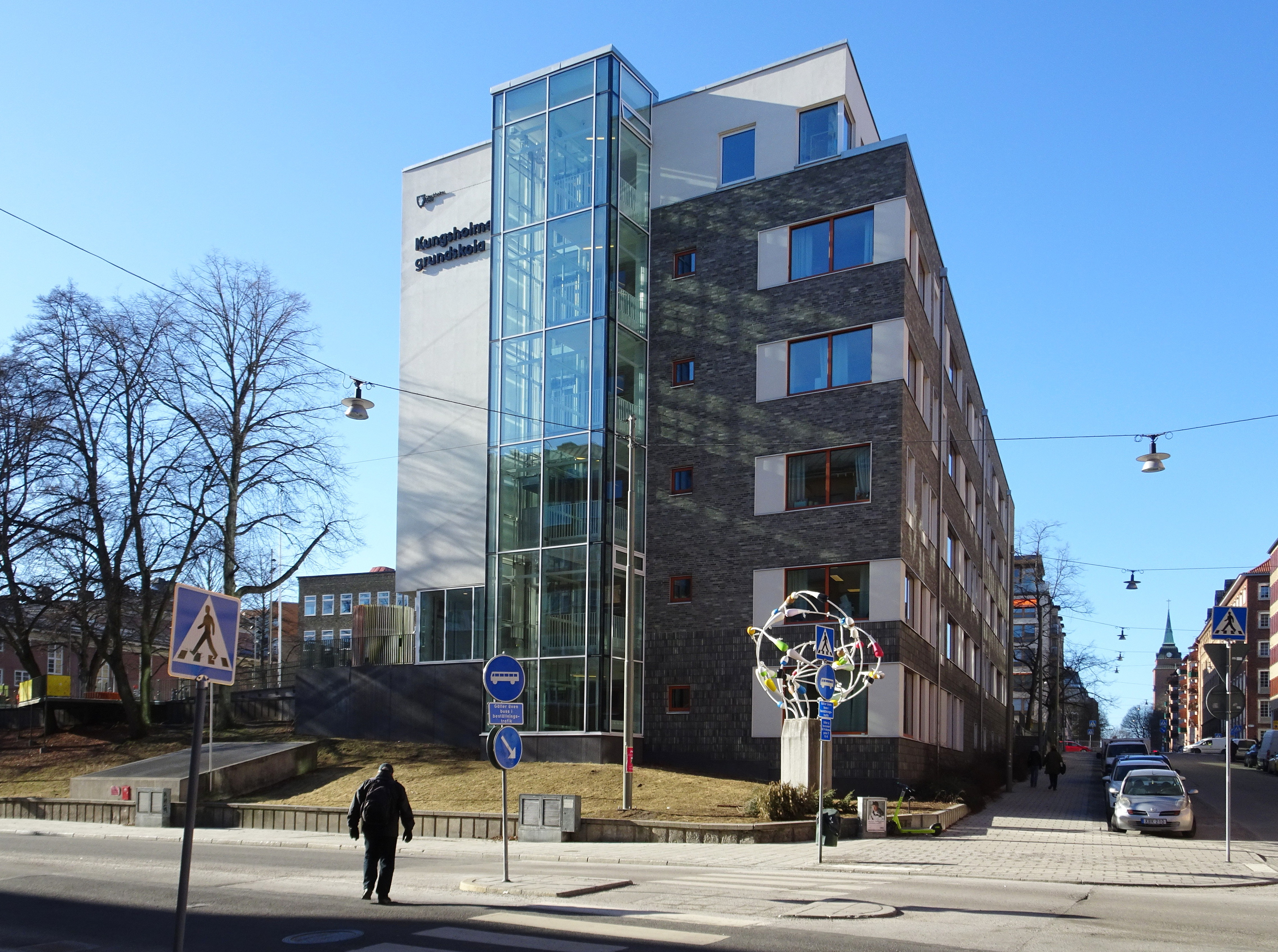
Kungsholmens grundskola.
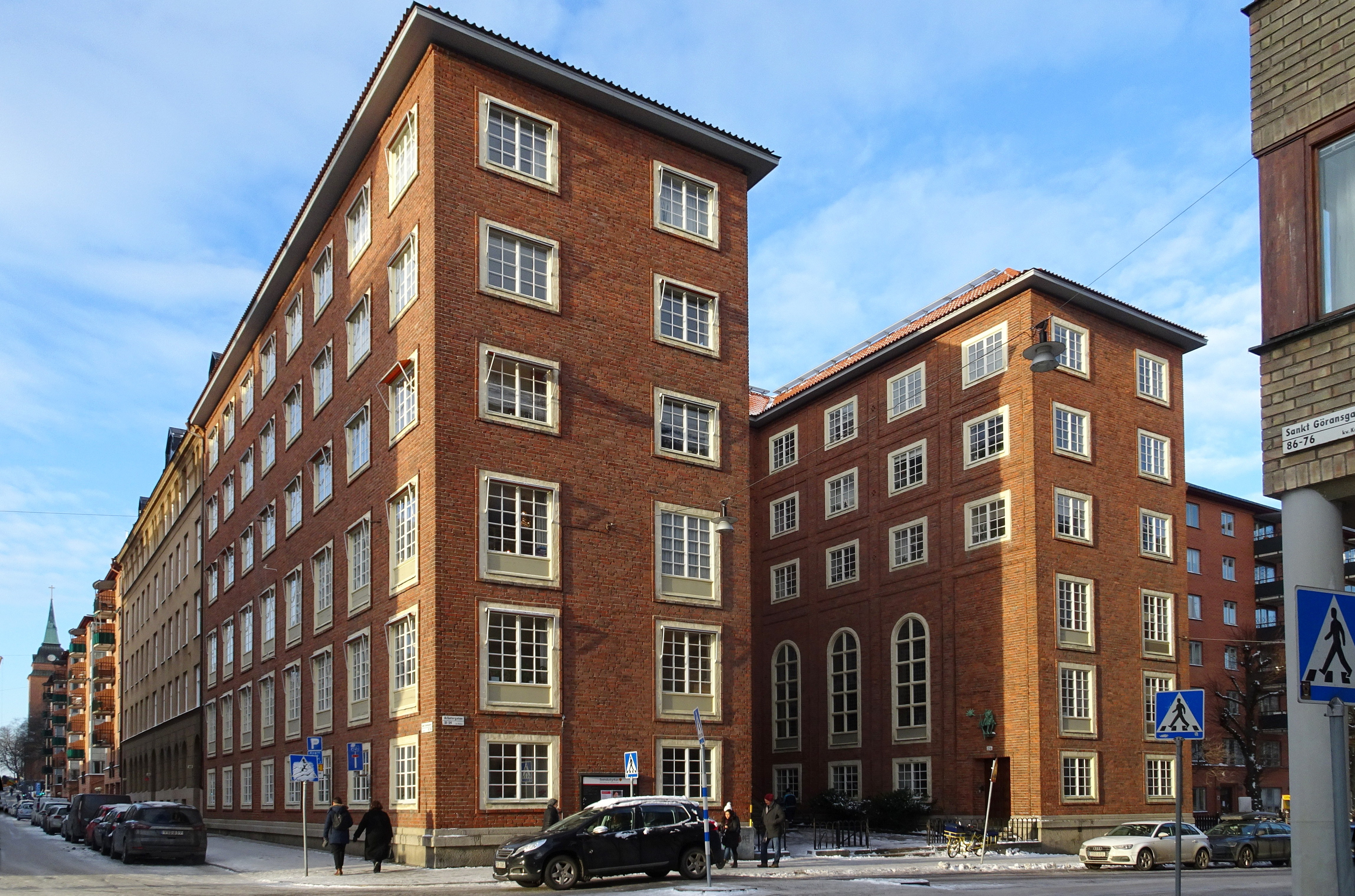
Sankt Görans församlingshus.
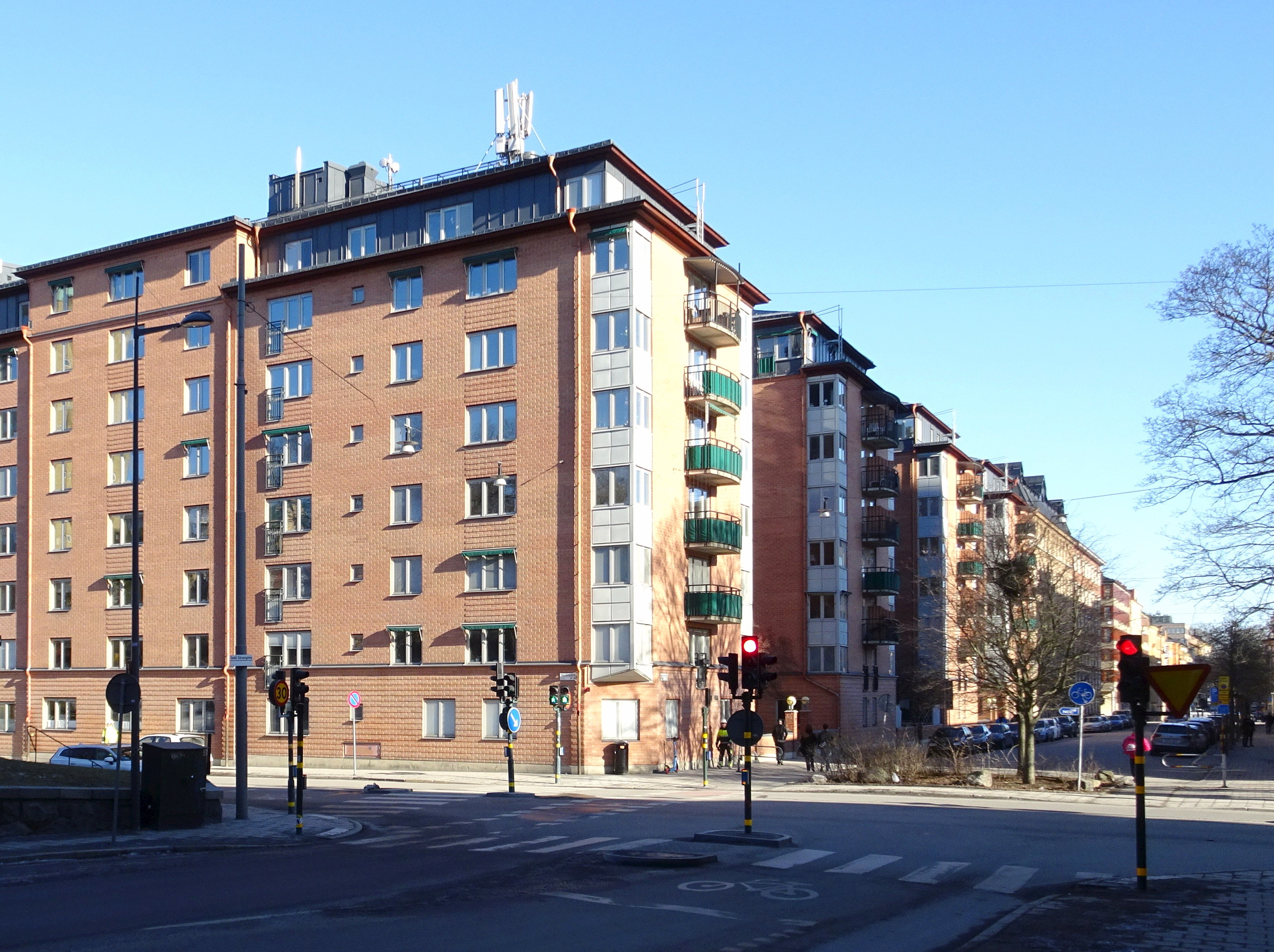
Sankt Göransgatan vid kvarteret Herden.
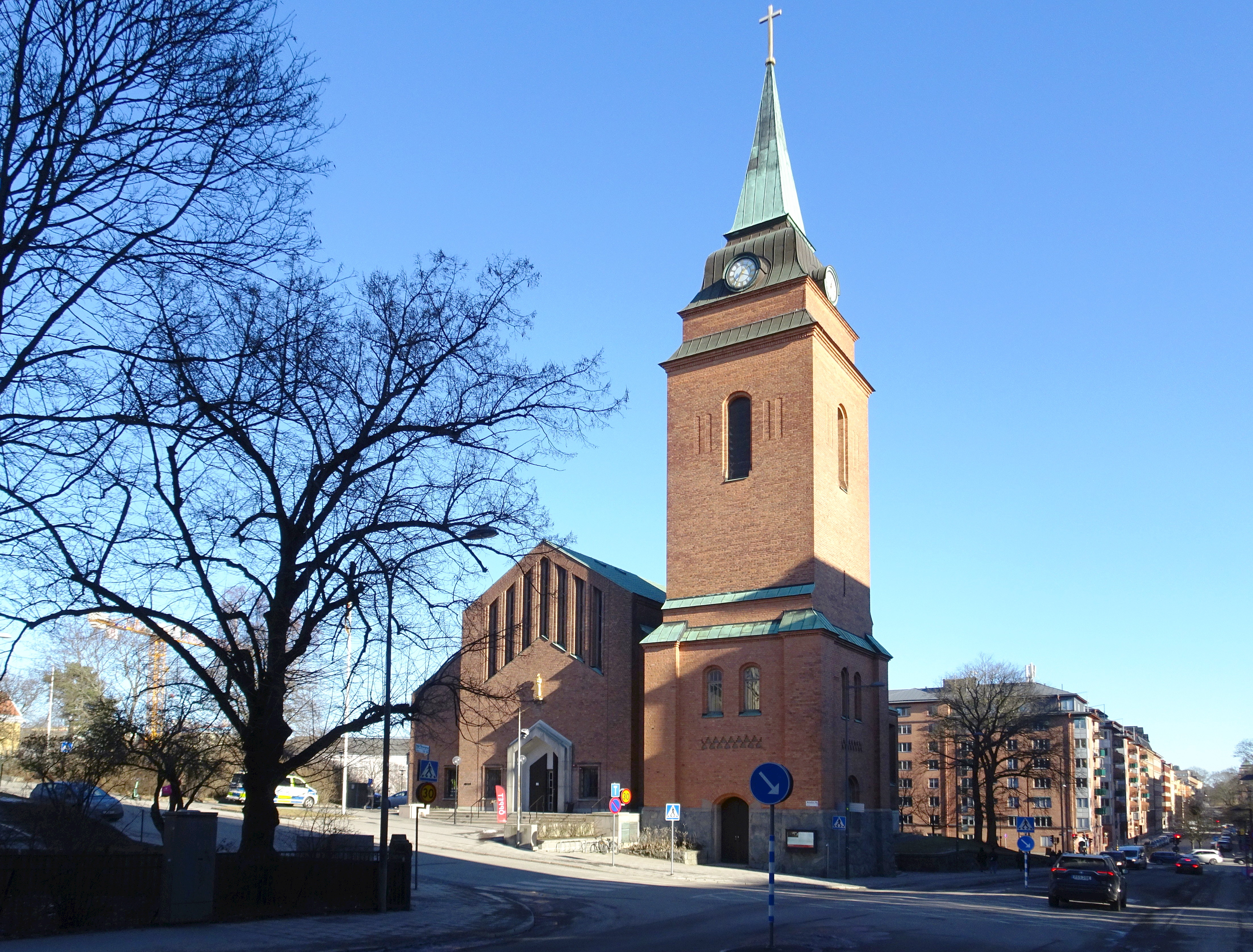
Sankt Görans kyrka.